# Shinkansen Seria N700

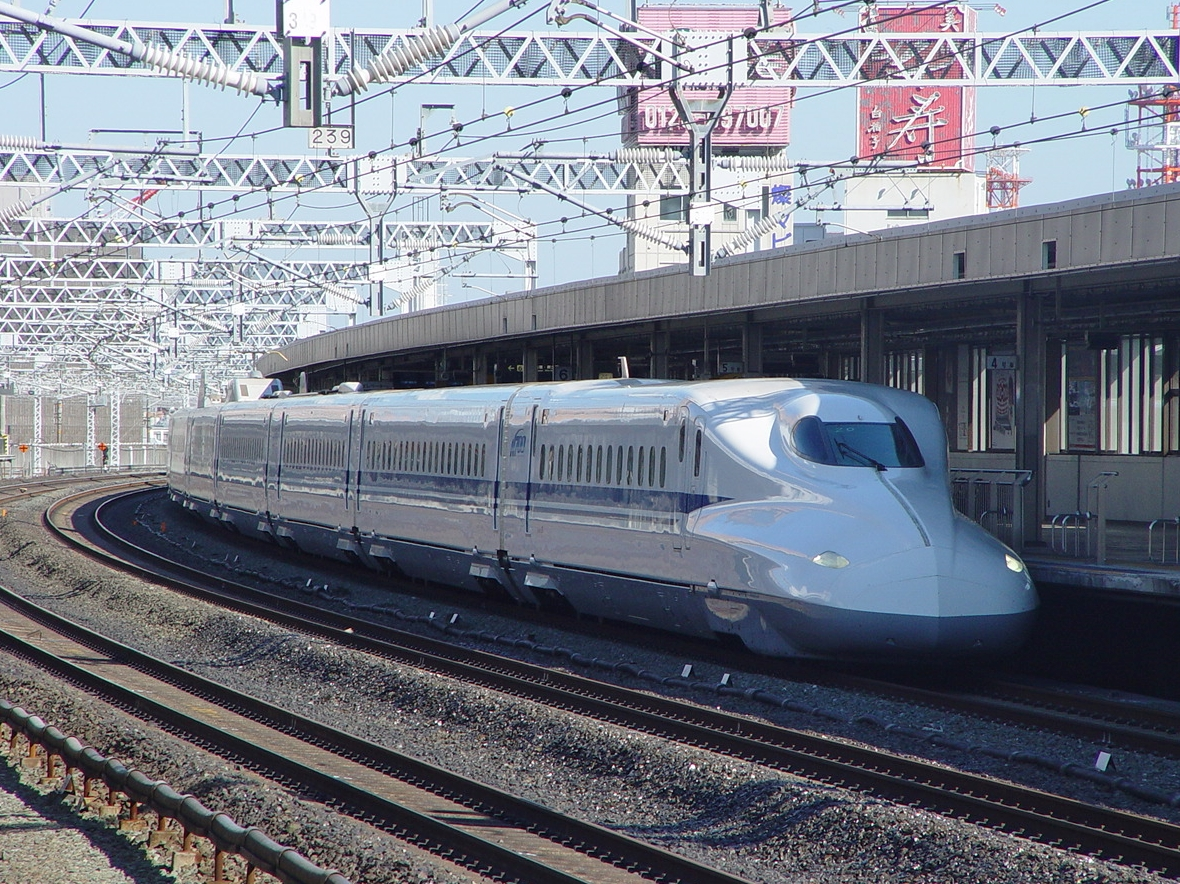
Shinkansen Seria N700

Shinkansen Seria N700 sunt cele mai noi garnituri de tren care rulează pe rețeaua de mare viteză japoneză Shinkansen din 2007. Trenul se poate înclina cu până la un grad în curbe pentru a menține viteze ridicate.